# Johann Gottlob Schenk
Johann Gottlob Schenk († 1785 in Jena) war ein deutscher Kunst- und Porzellanmaler in Jena, aber auch Kupferstecher.
Schenk ist hauptsächlich auch durch Stammbuchzeichnungen für Jenaer Studenten überliefert. Auch sein Sohn Ernst Friedrich Ulrich Schenk und Enkel Adelbert Schenk wurden Porzellanmaler. In ihm wird von Seiten der Universitätsgeschichtsforschung auch einer der Jenaer Hauptvertreter der Kunstgattung der Stammbuchzeichnungen vermutet. Schenk war in der Anfertigung solcher Stammbuchbilder außerordentlich produktiv. Die Stadtansichten Jenas, die Schenk darin hinterließ, sind nicht nur rein künstlerisch von Interesse, sondern auch in dokumentarischer Hinsicht. Sie werden in den Städtischen Museen Jena aufbewahrt. Schenk war an der Friedrich-Schiller-Universität Jena akademischer Zeichenlehrer, genannt auch Zeichenmeister. Manche seiner Zeichnungen dienten als Vorlage für Kupferstecher. So war es u. a. für den Jenaer Rechtswissenschaftler Johann August von Hellfeld der Fall, den Schenk zeichnete und Georg Christoph Schmidt stach. Im Stadtmuseum Weimar hat sich eine Radierung Schenks unter dem Titel Friedrich Wilhelm Wenzel, ein Mordbrenner zum Feuer verurtheilt zu Jena Nov. 1783 erhalten.